# شورية شرافية
شورية شرافية (الاسم العلمي:Shorea cuspidata) هي نوع من النباتات تتبع جنس الشورية من فصيلة مجنحية الثمر.